# التومونستر
التومونستر (به آلمانی: Altomünster) یک شهر در آلمان است که در بایرن واقع شده‌است.

## خصوصیات
التومونستر ۷۵٫۷۹ کیلومترمربع مساحت دارد ۵۱۸ متر بالاتر از سطح دریا واقع شده‌است.